# Malé Kozmálovce
Malé Kozmálovce (maďarsky Kis-Koszmály) jsou obec na Slovensku v okrese Levice. Žije v ní 381 obyvatel. Území obce na východě ohraničuje řeka Hron, resp. vodní nádrž Veľké Kozmálovce, která byla vybudována pro potřebu chlazení Jaderné elektrárny Mochovce.

## Historie
Lokalita byla osídlena již v neolitu (mladší doba kamenná). V katastru obce bylo zjištěno avarské sídliště, hradiště a pohřebiště.
V roce 1938 se severně od obce našel hrob slovanského bojovníka. Hrob se datuje na konec 8. a začátek 9. století (léta 780 až 820). V hrobě byl u kostře nalezen meč (karolínského typu X), železné třmeny a hrncovitá nádoba zdobená vlnovkou.
Na východní části vrchu Plešovica jsou zbytky zemního opevnění hradiště ze střední doby hradištní (9. století a první polovina 10. století). Opevnění, které se skládalo z valu a příkopu na vnější straně, ohrazovalo osídlenou plochu ve tvaru nepravidelného čtyřúhelníku. Na čtvrté východní straně využili budovatelé hradiště i prudký skalnatý sráz, který spadá téměř kolmo do pravidelně zaplavovaného území Hronu. Hradiště o ploše cca 250 arů je rozděleno nízkým valem ve směru z jihu na sever na dva dvory – západní a východní.
V roce 1947 při kopání písku na terénní vyvýšenině severně od obce, mezi cestou vedoucí do Tlmače a vinicí, byly nalezeny nádoby a železné kopí (z nálezů se zachovala pouze jedna soudkovitá nádoba). Okolnosti nálezu nebyly patřičně zdokumentovány.
V katastrálním území Malých Kosmáloviec, severovýchodně od obce, se nacházela středověká osada Villa Braina. Z roku 1075 je první písemná zmínka o Brajanech u hronského brodu, obývaných tekovskými hradními vojáky.
První písemná zmínka o Malých Kozmálovcích, ve spojitosti s Ondřejem z Kosmáloviec, pochází z roku 1332. V roce 1372 obec patřila zemanům de Saró ze Šarovců. Od roku 1489 byly Malé Kozmálovce součástí panství Jelenec. V roce 1618 obec vyplenili Turci. Začátkem 17. století získala Malé Kozmálovce rodina Paluska de Aranyosmáróth. Po vymření rodu Paluska se vlastníkem obce stal hrabě Migazzi a koncem 19. století hraběnka Erdódyová - Irma Migazzi.
V roce 1601 měla obec 35 domů, v roce 1828 89 domů a 583 obyvatel.
Do roku 1918 bylo území obce součástí Uherska. Na základě první vídeňské arbitráže bylo území obce v letech 1938 až 1945 součástí Maďarska. Po 2. světové válce bylo v rámci výměny obyvatelstva mezi Československem a Maďarskem vystěhováno z obce 31 rodin (161 osob); z Maďarska se pak přistěhovalo cca 25 rodin. V letech 1986 až 1985 byla obec přičleněna k městu Tlmače.